# Arie Luyendyk
Arie Luijendijk, plus connu sous l'orthographe Arie Luyendyk, né le 21 septembre 1953 à Sommelsdijk, Pays-Bas, est un pilote automobile néerlandais. Il s'est surtout rendu célèbre par ses participations aux 500 miles d'Indianapolis, épreuve qu'il a remportée à deux reprises.
Luyendyk est détenteur des records de qualifications (en 1996) et du meilleur tour en course (en 1990) de l'Indianapolis Motor Speedway.

## Biographie
Animateur des pelotons de différentes formules de promotion européennes tout au long des années 1970 (Formule Super Vee, Formule 3), Arie Luyendyk s'est exilé aux États-Unis en 1984, dans le championnat CART. 

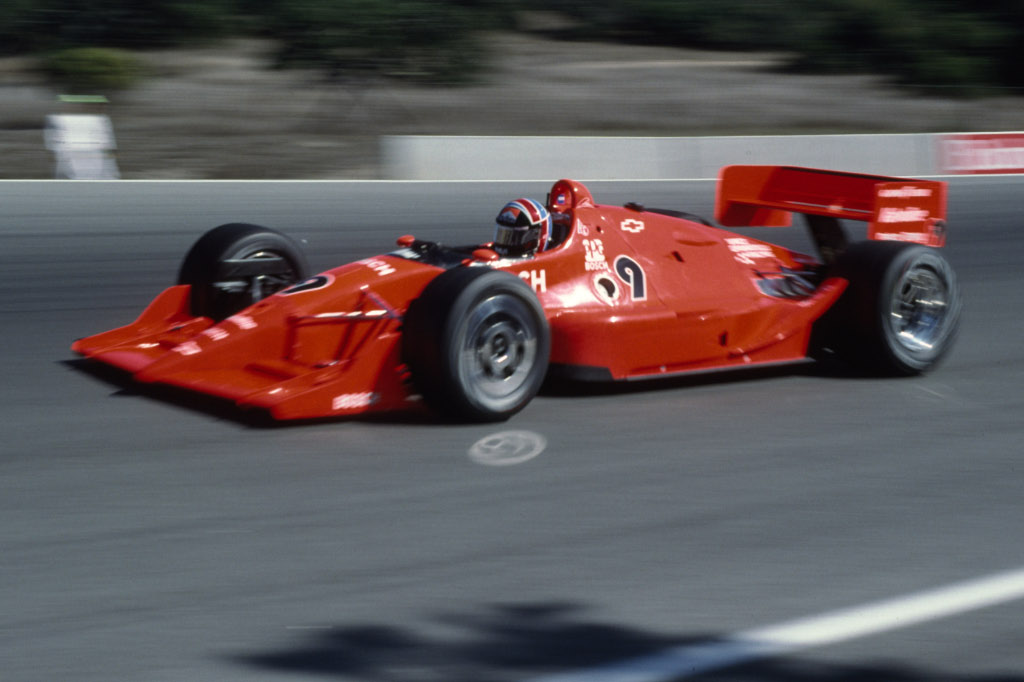
Arie Luyendyk, lors de la manche CART de Laguna Seca en 1991

Malgré une première saison complète prometteuse en 1985 (meilleur débutant du championnat CART et meilleur débutant de l'Indy 500), il est rapidement relégué dans l'anonymat de la deuxième moitié de peloton. En 1989 il apparait une unique fois en course aux 24 Heures du Mans (abandon, avec Robinson et Brabham). En 1990, alors que son palmarès en CART est encore vierge de toute victoire, il crée une véritable surprise en remportant l'Indy 500, après s'être élancé de la première ligne. Pour le Néerlandais, c'est le début d'une série de performances mémorables sur l'Indianapolis Motor Speedway, qui contrastent avec la pauvreté de ses résultats par ailleurs : il termine troisième en 1991 et deuxième en 1993 après avoir réalisé la pole position.
En 1996, à la suite de la scission CART/IRL, Luyendyk rejoint les rangs de l'IRL. Après avoir remporté la deuxième course de l'histoire du championnat à Phoenix au mois de mars, il reprend sa série de belles performances à Indianapolis en signant au mois de mai le record du circuit : un tour à la vitesse moyenne de 382,216 km/h. Ce record, qui tient toujours aujourd'hui, ne lui vaut pas de partir en pole position, car établi lors du second jour de qualification et non lors du pole day. Il retrouve la pole en 1997, année où il remporte son deuxième succès sur le Brickyard. Deux semaines plus tard, il remporte l'épreuve IRL du Texas dans des circonstances rocambolesques : l'USAC s'étant trompé dans le décompte des tours, c'est Billy Boat qui est dans un premier temps déclaré vainqueur et reçoit les lauriers. Protestant contre ce qu'il considère à juste titre comme une erreur, Luyendyk provoque une bagarre générale dans la victory lane et se fait frapper et mettre à terre par le colérique A. J. Foyt, patron de Boat. Le Néerlandais récupérera sa victoire sur tapis vert quelques jours plus tard.
À l'issue de la saison 1998, Luyendyk cesse de participer à l'IRL à temps complet, mais reste fidèle chaque printemps aux 500 miles d'Indianapolis. Et même si la réussite en course le fuit, il ajoute à son palmarès une troisième pole position en 1999. Sa dernière apparition à Indianapolis remonte à 2003, année où un gros accident survenu lors des essais l'a forcé à déclarer forfait pour la course.

## Divers
Le fils d'Arie Luyendyk, Arie Luyendyk Jr., est également pilote professionnel. Concurrent régulier du championnat Indy Lights (la deuxième division de l'Indy Racing League), il a participé à l'Indy 500 en 2006 sur une monoplace engagée par son père.

## Palmarès
- Champion d'Europe de Formule Super Vee en 1977 (sur Lola T326 - 3 victoires)
  - Vice-champion d'Europe de Formule Super Vee en 1980 (sur Argo-VW - 2 victoires) (10 succès SV entre 1977 et 1980);
- Champion des États-Unis de Formule Super Vee en 1984 (sur Ralt RT5-VW - 4 victoires)
- Vainqueur des 500 miles d'Indianapolis en 1990 et 1997
- Poleman des 500 miles d'Indianapolis en 1993, 1997 et 1999
- Élu rookie of the year des 500 miles d'Indianapolis en 1985
- Autres succès PPG Indycar Series (CART):
  - 1991 : Valvoline 200 (Phoenix) et Firestone Indy 225 (Nazareth)
- Autres succès IRC:
  - 1996 : Dura Lube 200 (Phoenix)
  - 1997 : True Value 500 (Fort Worth)
  - 1998 : Las Vegas
- Vainqueur des 12 Heures de Sebring en 1989 (2e en 1992)
- Vainqueur des 24 Heures de Daytona en 1998 (2e en 1986)
- Test de Daytona en 1999

## Victoires à l'Indy 500

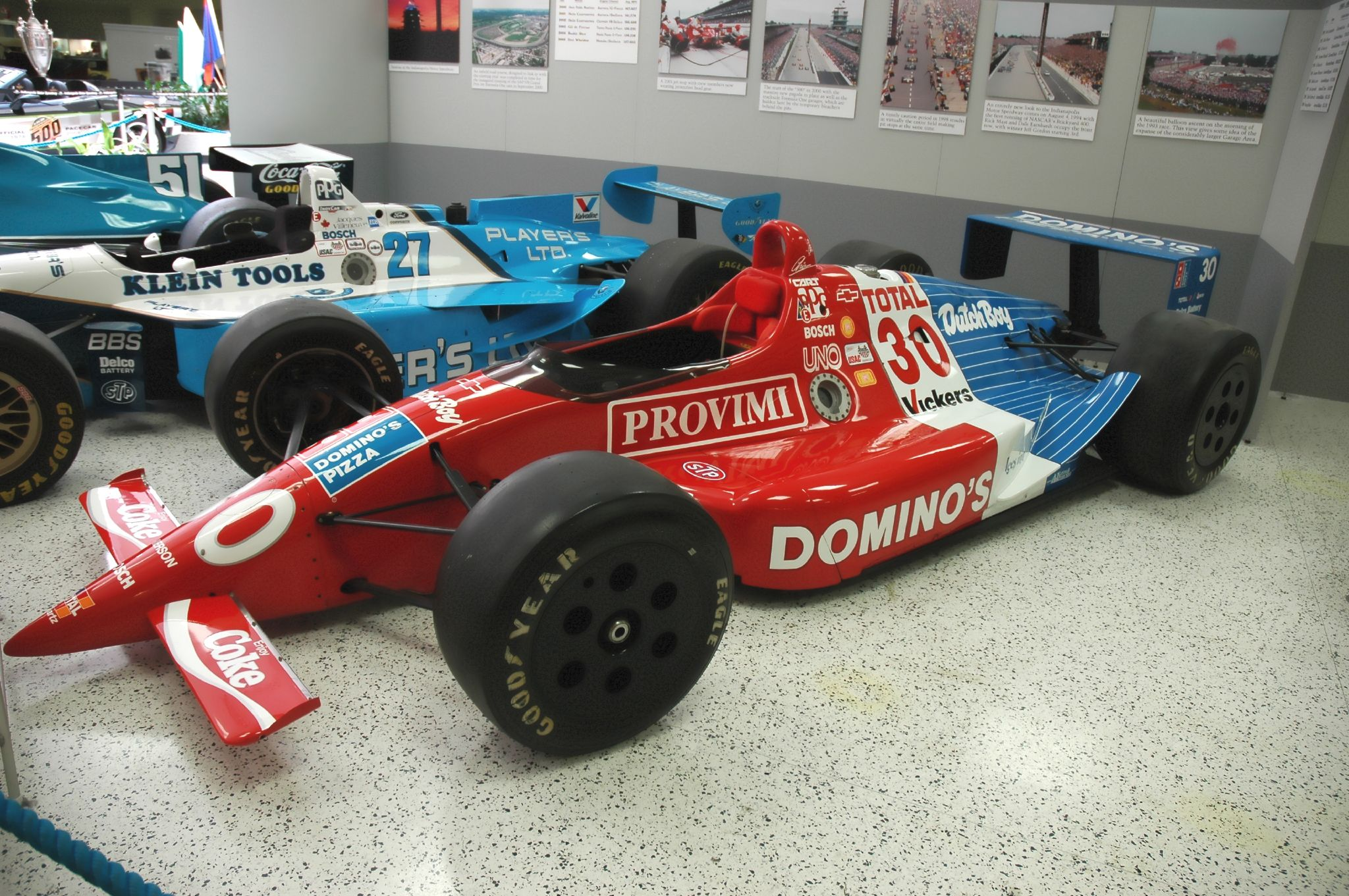
La Lola-Chevrolet du Doug Shierson Racing team victorieuse à l'Indy 500 en 1990 (IMS Hall of Fame Museum)
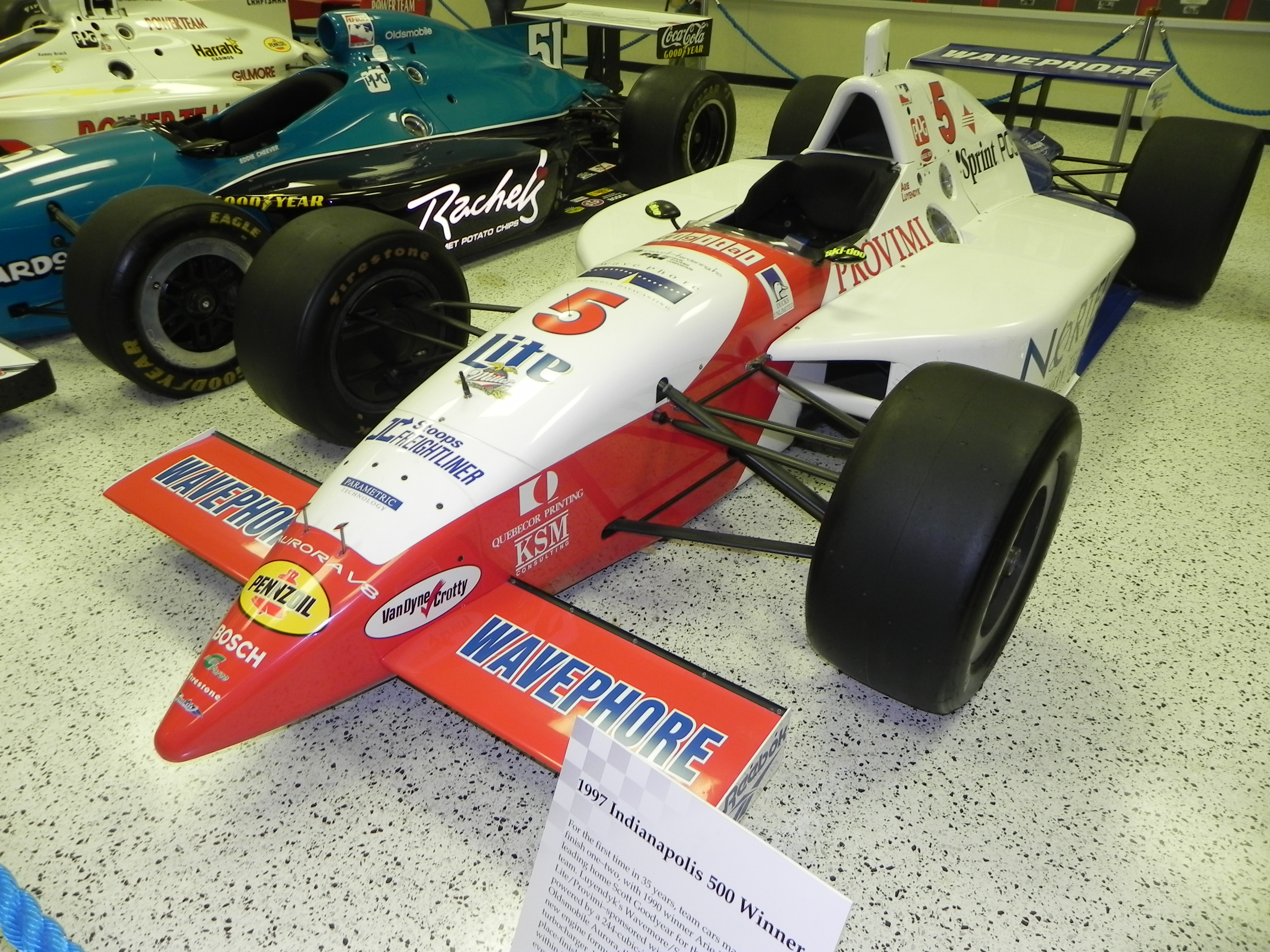
La G-Force-Aurora du Treadway Racing team victorieuse à l'Indy 500 en 1997 (IMS Hall of Fame Museum)